# اوما قالا
اوما قالا (به اسپانیایی: Uma Qala) یک کوه در پرو است که در Peru, Arequipa Region, Condesuyos Province واقع شده‌است. اوما قالا ۴٬۸۵۳ متر بالاتر از سطح دریا واقع شده‌است.